# Josette Norris
Josette Norris (Tenafly, Nueva Jersey; 15 de diciembre de 1995) es una atleta estadounidense, especialista en carreras de media y larga distancia (1500 y 5000 metros).

## Carrera
Compitió con los North Carolina Tar Heels y los Georgetown Hoyas, participando con este último equipo universitario en los Campeonatos de Atletismo al Aire Libre de la División I de la NCAA de 2019, celebrados en Austin (Texas), quedando cuarta en la final de 5000 metros.
Norris optó por centrarse en la prueba de 5000 metros en las pruebas olímpicas de los Estados Unidos de 2020, llegando a la final pero quedando en octava posición y sin poder entrar en el equipo olímpico que participaría en Tokio en el verano de 2021. A pesar de esta decepción, asistió al Sound Running Sunset Tour en Mission Viejo (California), y corrió un tiempo por debajo de los 4 minutos para establecer su mejor marca personal en los 1500 metros.
Tras la clausura de los Juegos Olímpicos de 2020, asistió a dos eventos de la Liga de Diamante 2021, la Prefontaine Classic y la Athletissima de Lausana, compitiendo en cambio en los 1500 metros y quedando tercera en ambos, con tiempos respectivos de 4:00,07 y 4:03,27 minutos. Tras clasificarse para la final de la Liga de Diamante en Zúrich, asistió para competir en los 1500 metros, donde también obtuvo una medalla de bronce, con 4:00,41 minutos de marca.
En 2022 participó en el Campeonato Mundial de Atletismo en Pista Cubierta de Belgrado (Serbia), donde corrió en los 1500 metros y quedó quinta, con 4:04,71 minutos.

## Resultados

### Por temporada
| Representando a Estados Unidos | Representando a Estados Unidos                    | Representando a Estados Unidos | Representando a Estados Unidos | Representando a Estados Unidos | Representando a Estados Unidos |
| ------------------------------ | ------------------------------------------------- | ------------------------------ | ------------------------------ | ------------------------------ | ------------------------------ |
| Año                            | Competición                                       | Lugar                          | Puesto                         | Modalidad                      | Marca                          |
| 2021                           | Liga de Diamante - Prefontaine Classic            | Eugene                         | 3.ª                            | 1500 m                         | 4:00,07 min.                   |
| 2021                           | Liga de Diamante - Athletissima                   | Lausana                        | 3.ª                            | 1500 m                         | 4:03,27 min.                   |
| 2021                           | Liga de Diamante - Weltklasse                     | Zúrich                         | 3.ª                            | 1500 m                         | 4:00,41 min.                   |
| 2022                           | Campeonato Mundial de Atletismo en Pista Cubierta | Belgrado                       | 5.ª                            | 1500 m                         | 4:04,71 min.                   |

### Mejores marcas
| Disciplina                              | Marca         | Lugar           | Fecha                 |
| --------------------------------------- | ------------- | --------------- | --------------------- |
| 800 metros (exterior)                   | 2:15,81 min.  | Durham          | 11 de abril de 2015   |
| 1500 metros (exterior)                  | 3:54,72 min.  | Mission Viejo   | 18 de julio de 2021   |
| 1500 metros (pista cubierta)            | 4:03,16 min.  | Nueva York      | 29 de enero de 2022   |
| 3000 metros (exterior)                  | 9:35,63 min.  | Durham          | 2 de abril de 2016    |
| 3000 metros (pista cubierta)            | 8:37,91 min.  | Nueva York      | 6 de febrero de 2022  |
| 5000 metros (exterior)                  | 14:51,32 min. | Azusa           | 25 de julio de 2021   |
| 5000 metros (pista cubierta)            | 16:01,26 min. | Boston          | 27 de febrero de 2020 |
| 4 x 800 metros relevos (exterior)       | 8:49,43 min.  | Nueva York      | 11 de mayo de 2019    |
| 4 x 800 metros relevos (pista cubierta) | 9:12,42 min.  | University Park | 13 de enero de 2018   |